# Kalinino (rejon kiczmiengsko-gorodiecki)
Kalinino (ros. Калинино) – wieś w Rosji, w rejonie kiczmiengsko-gorodieckim obwodu wołogodzkiego. W 2010 r. liczyła 20 mieszkańców.